# Стеклянная струя
Зерка́льная струя́, или Стекля́нная струя, Памятник Победы) — беседка и фонтан в Харькове, первый (главный) из двенадцати официальных символов города Харьков. Расположена по Сумской улице в сквере "Победа", напротив впоследствии (в 1980-е годы) построенного нового здания Харьковского театра оперы и балета. Стеклянная либо Хрустальная струя была сооружена в 1947 году по проекту архитектора В. И. Коржа.

## История постройки

### Предыстория
Пергола фонтан («Стеклянная струя»), по сути, представляет собой часовню, которая расположена почти в правильном квадрате между улицами: Сумской, Жён Мироносиц, Скрыпника и Чернышевской. Место, на котором был сооружен памятник архитектуры, имеет богатую историю. Первоначально здесь располагалось кладбище, и позже была построена деревянная Мироносицкая церковь, первое упоминание о которой датируется 1701 г.
В 1781—1783 г. на месте деревянной церкви была построена каменная. В 1792 г. в связи с разрастанием городских кварталов кладбище на территории церкви было упразднено. В 1813—1819 г. церковь была существенно перестроена и расширена, и затем ещё существенно перестраивалась и расширялась на протяжении XIX века.

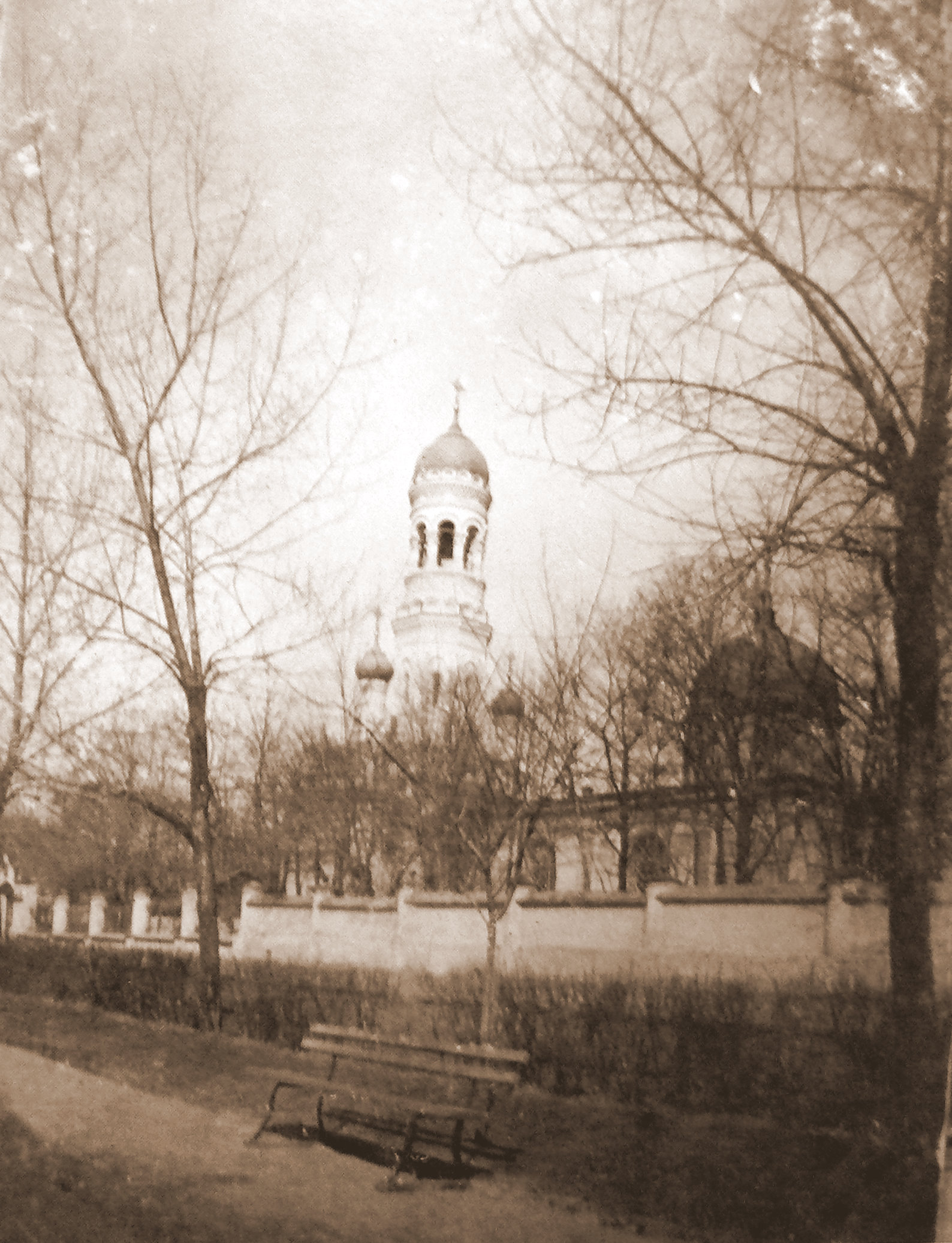
Мироносицкая церковь с новой колокольней 1911 года со стороны Мироносицкой площади. Располагалась на месте нынешнего фонтана Стеклянная струя до 1930 год

В 1909—1911 гг. к церкви была пристроена колокольня, вторая по величине в Харькове после колокольни Успенского собора. Мироносицкая церковь была снесена 11 марта 1930 года. Советские власти планировали на её месте построить здание «Театра массового музыкального действа», в котором бы совмещались цирк, театр и кинотеатр, но после переноса столицы в Киев первоначальные планы остались нереализованными. В результате на месте образовавшегося пустыря в 1930-е годы был организован троллейбусный парк под открытым небом.

### Сооружение

Стеклянная струя и пруд в Кисловодске. Фото 1938 года. Кисловодские сооружения стали прототипом харьковской Стеклянной струи, построенной в 1946—1947 гг. в период восстановления города после войны и оккупации.

По одной из версий, основанной на воспоминаниях бывших партийных работников Харьковского обкома партии, история сооружения фонтана связана с тем, что в конце 1940-х гг. в Харьков приехал первый секретарь ЦК Компартии Украины Н. С. Хрущёв. В кабинете главы Харьковского обкома партии Виктора Чураева (здание обкома находилось по адресу ул. Мироносицкая, 1, где ныне находится геологический факультет университета) Хрущёв выглянул в окно. Троллейбусный парк ему не понравился, и он высказал Чураеву свои претензии. Результатом этого разговора стало решение властей разбить на этом месте сквер с фонтаном.
Там, где находился троллейбусный парк, методом общественно-народной стройки в 1946—1947 годах был заложен сквер «Победы» с бассейном и фонтаном, получившем название «Хрустальная струя». Общий план сквера и фонтана был разработан архитекторами А. М. Касьяновым, В. И. Коржом и А. С. Маяк. Вопреки распространенному утверждению, харьковская Зеркальная или Стеклянная струя  не повторяет полностью проект аналогичного сооружения в Кисловодске, в котором она называется «Альтанка».  Это самостоятельное архитектурное решение .  
Рядом с фонтаном был сооружен бассейн, который был сначала обнесен простым кирпичным забором; в 1970-е его заменили на гранитный. В 1958 году, в честь празднования 40-летия Ленинского комсомола, на территории сквера была открыта аллея комсомольцев-героев.
Юрий Гуровой, председатель Харьковского горисполкома в 1969—1976 гг. сообщил о фонтане Стеклянная струя такие сведения:

Если харьковчане помнят, какое название было у парка или сквера Победы, как мы привыкли его называть, — эта «Альтанка» и стеклянная струя называлась по имени первого секретаря обкома партии «Бахчичураевская струя».

### Реконструкция
Летом 2007 года к 60-летию Стеклянной струи была проведена её реконструкция. 7 августа заработал обновлённый фонтан, при реконструкции которого установили 137 форсунок, 2 установки искусственного тумана и 135 прожекторов. Чашу фонтана, вмещающую 350 тонн воды, выложили плиткой, стенки облицевали мрамором.
Очередная реконструкция состоялась летом 2015 года параллельно с завершением строительства новой Мироносицкой церкви, которая служит теперь фоном беседки и новой доминантой сквера.

## Символ города
- За прошедшие годы беседка стала самым узнаваемым и главным общепринятым официальным символом Харькова.[2]
- Стилизованное изображение Стеклянной струи использовалось в эмблемах: Украино-российского экономического форума (2001), принимающего города Чемпионата Европы по футболу (2012);[12] используется в символе коммунального предприятия КП «Харьковблагоустройство» (в 2010-е годы).
- Эмблема принимающего города Евро-2012 с беседкой нанесена на верхушку дымовой трубы харьковской ТЭЦ-5 высотой 330 м.

## Исторические факты
- Харьковская кондитерская фабрика с 1980-х годов выпускает шоколадные конфеты в подарочных коробках «Зеркальная струя» с изображением данного памятника.
- В жаркий день из чаши фонтана испаряется до одной тонны воды[13].
- В Кременчуге есть копия харьковской беседки со шпилем в сквере[источник не указан 4584 дня].

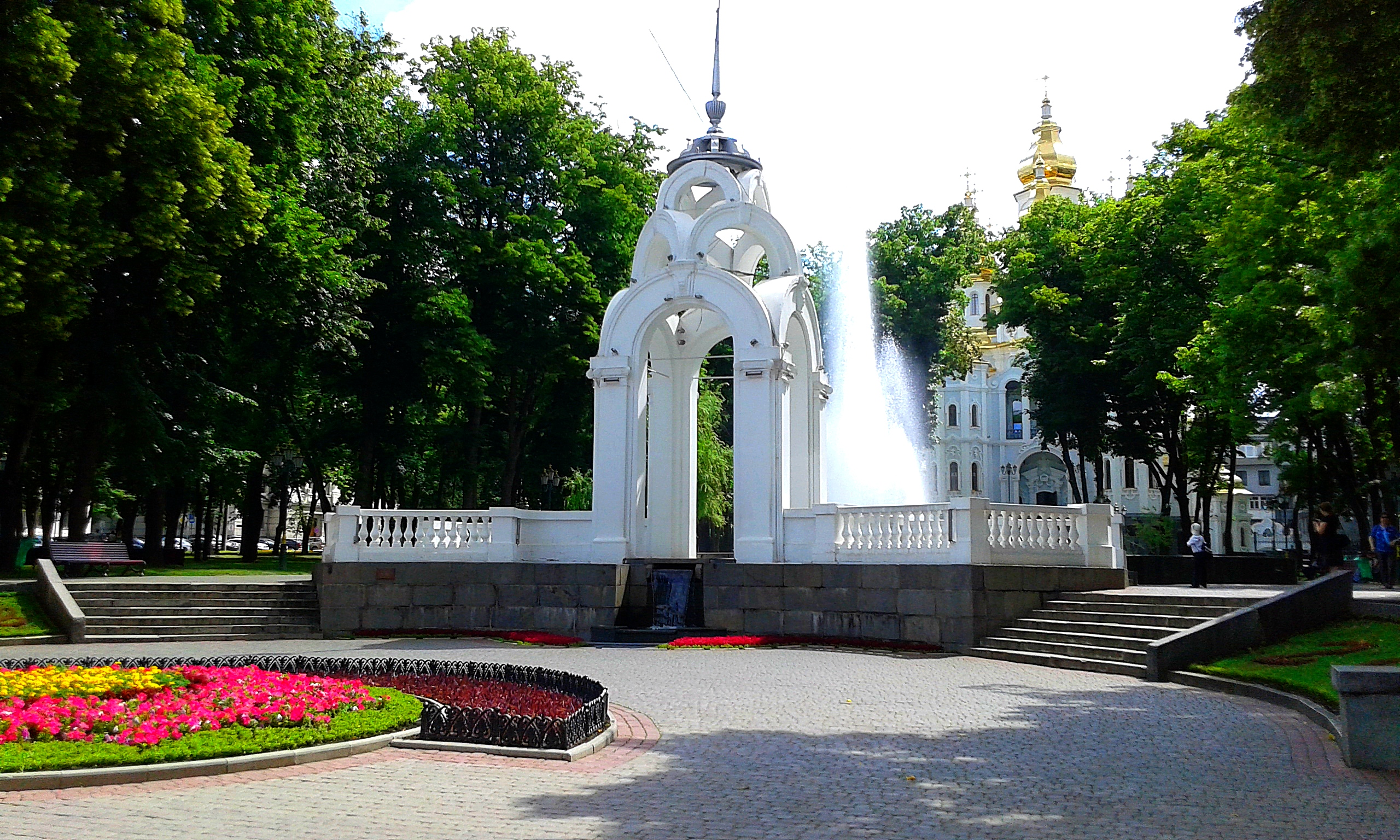
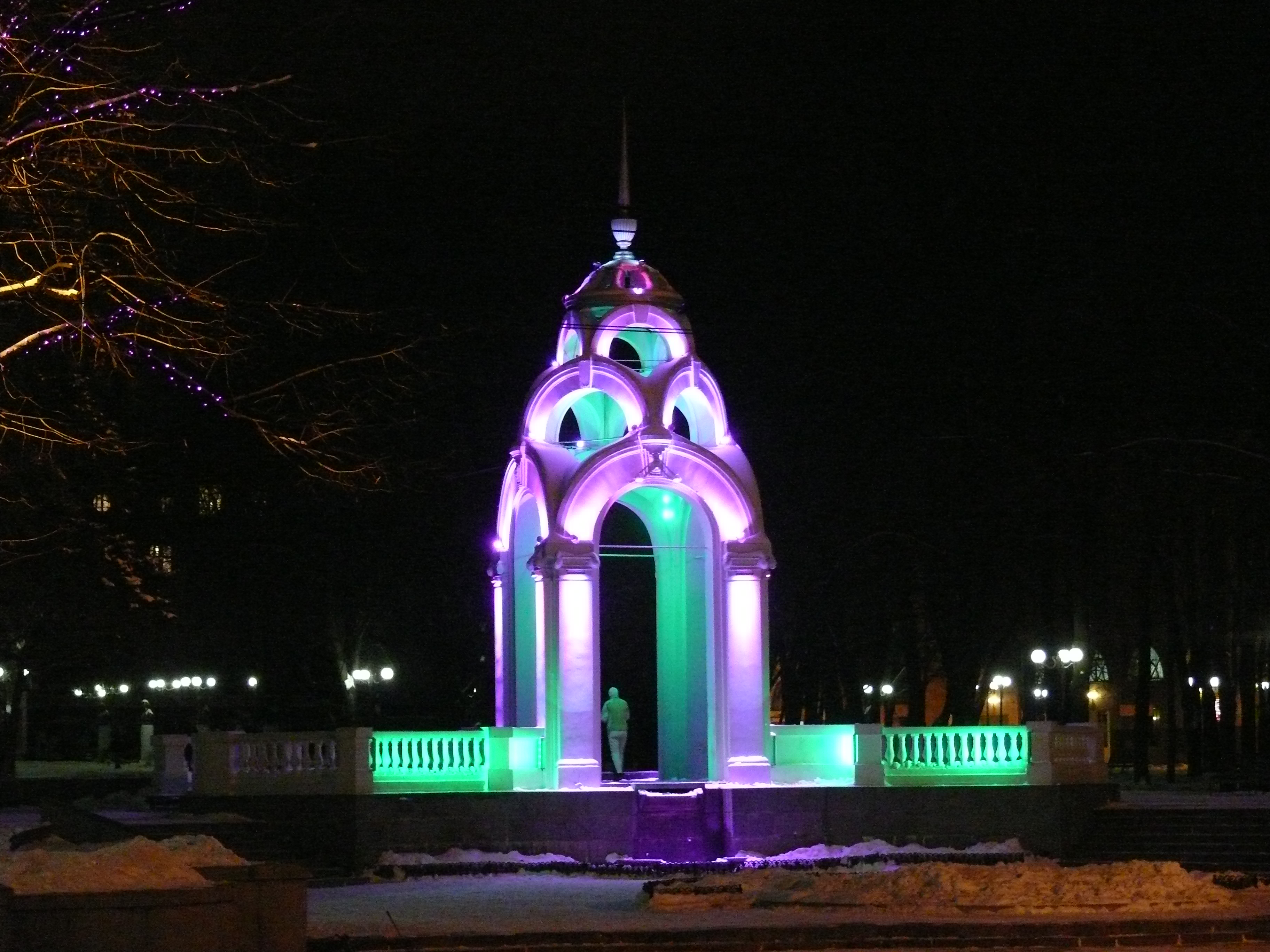

## В литературе
| Книга | Стеклянная струя | Зеркальная струя |
| Архитектура |                  |                  |
| * Архитектура городов СССР. Харьков / Академия архитектуры СССР Институт истории и теории архитектуры / А. М. Касьянов. Под общ. ред. В. Веснина, Д. Аркина, Ив. Леонидова. — Москва: изд-во, 1949. — (Архитектура городов СССР). — 10 000 экз. | Да               | Нет              |
| * А. Касьянов. Архитектура и планировка / Харьков. Справочная книга. — Х.: Харьковское газетно-журнальное издательство, 1953. — 296 с. — 5 000 экз.                                                                                             | Нет              | Нет              |
| * А. М. Касьянов. Харьков: Архитектурно-исторический очерк. — Киев: Издательство архитектуры Украинской ССР, 1955. — 5 000 экз. | Да               | Нет              |
| * О. М. Касьянов. Харків: Історико-архітектурний нарис. — Київ: Держбудвидав УРСР, 1956. — 5 000 экз. | Да               | Нет              |
| * Б. А. Бондаренко. Каменная летопись. История градостроительства и архитектура Харькова. — 2-е изд., доп. и пер. — Харьков: Прапор, 1978. — 72 с. — 23 000 экз.                                                                                | Да               | Нет              |
| * Харьков. Архитектурно-исторический очерк / А. А. Тиц, П. Е. Шпара. — Киев: Будівельник, 1983. — 232 с. — 1 000 экз. | Да               | Нет              |
| * Харьков : Архитектура, памятники, новостройки : Путеводитель / Б. Г. Клейн, И. Н. Лаврентьев, А. Ю. Лейбфрейд и др. — 1-е изд. — Харьков: Прапор, 1985. — 151 с. — 10 000 экз.                                                                | Да               | Нет              |
| ** Харьков : Архитектура, памятники, новостройки : Путеводитель / Б. Г. Клейн, И. Н. Лаврентьев, А. Ю. Лейбфрейд и др. — 2-е изд., испр. и доп. — Харьков: Прапор, 1987. — 151 с.                                                               | Да               | Нет              |
| * Харьков. Вчера, сегодня, завтра / Ю. М. Шкодовский, И. Н. Лаврентьев, А. Ю. Лейбфрейд, Ю. Ю. Полякова. — Харьков: Фолио, 2002. — 206 с. — ISBN 966-03-1743-3                                                                                  | Нет              | Да               |
| * Харьков архитектурный / Ю. М. Шкодовский, И. Н. Лаврентьев. — Харьков: Майдан, 2002. — 192 с. — ISBN 966-7903-72-9 | Нет              | Да               |
| Улицы и площади |                  |                  |
| * М. Т. Дяченко. З історії харківських вулиць і площ. — Харків: Харківське книжкове видавництво, 1961. — 212 с. — 2 000 экз. | Да               | Нет              |
| ** Н. Т. Дьяченко. Улицы и площади Харькова (Из истории города). — 2-е изд., испр. и доп.. — Харьков: Прапор, 1966. — 280 с. — 30 000 экз. | Да               | Нет              |
| *** Н. Т. Дьяченко. Улицы и площади Харькова. — 3-е изд., испр. и доп. — Харьков: Прапор, 1974. — 320 с. — 40 000 экз. | Да               | Нет              |
| **** Н. Т. Дьяченко. Улицы и площади Харькова. Очерк. — 4-е изд., испр. и доп. — Харьков: Прапор, 1977. — 272 с. — 50 000 экз. | Да               | Нет              |
| * Л. И. Мачулин. Улицы и площади Харькова. — Харьков: Мачулин, 2007. — 480 с. — (Харьковская старина). — 3 000 экз. — ISBN 966-8768-11-6 | Нет              | Да               |
| * Е. А. Плотичер. Слово о родном городе. — Харьков: Золотые страницы, 2009. — 200 с. — 1 000 экз. — ISBN 978-966-400-146-2 | Да               | Да               |
| История |                  |                  |
| * История города Харькова XX столетия / А. Н. Ярмыш, С. И. Посохов, А. И. Эпштейн и др. — Харьков: Фолио, Золотые страницы, 2004. — 686 с. — ISBN 966-03-2650-5 («Фолио»), ISBN 966-8494-45-8 («Золотые страницы»)                              | Да               | Нет              |